# 2025年三重県知事選挙

## 選挙データ
- 選挙事由 - 現職の一見勝之の任期満了（期日：2025年9月12日）
- 告示日 - 2025年8月21日
- 執行日 - 2025年9月7日

同日選挙
- 三重県議会議員補欠選挙（鈴鹿市選挙区、伊賀市選挙区、桑名市・桑名郡選挙区）

## タイムライン
2025年
- 3月21日 - 現職の一見勝之が三重県議会本会議で次期知事選への立候補を表明[1]。
- 4月18日 - 建設会社社長の石川剛が会見で立候補を表明[2]。
- 7月23日 - 元四日市市議会議員の伊藤昌志が取材に対し立候補の意向を表明[3]。
- 7月28日 - 日本共産党三重県委員会などでつくる政治団体は独自の候補者擁立を見送り石川への支持を表明[4]。